# Marie Luise Gothein

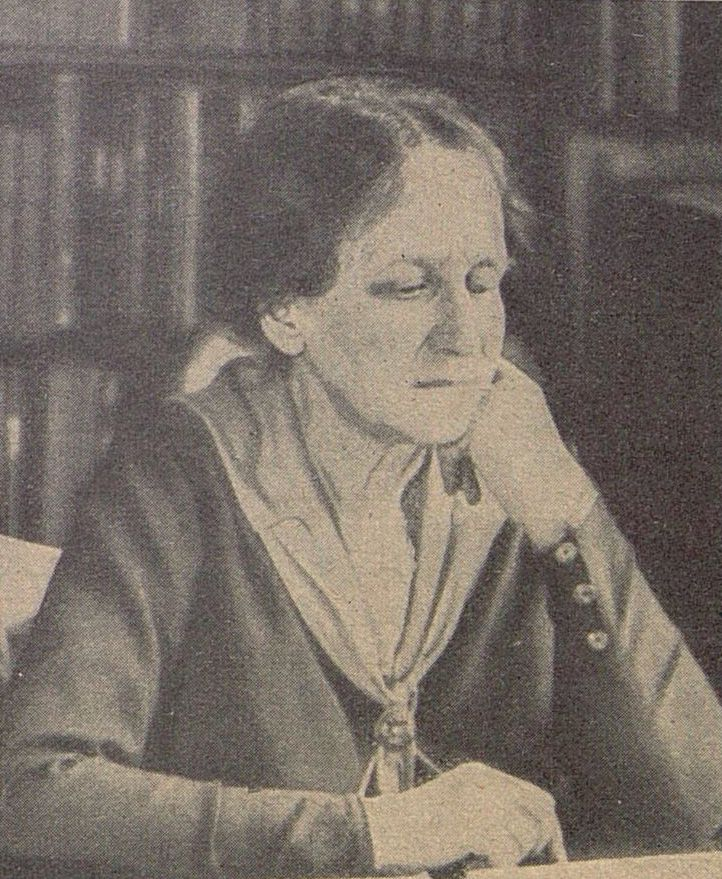
Marie Luise Gothein

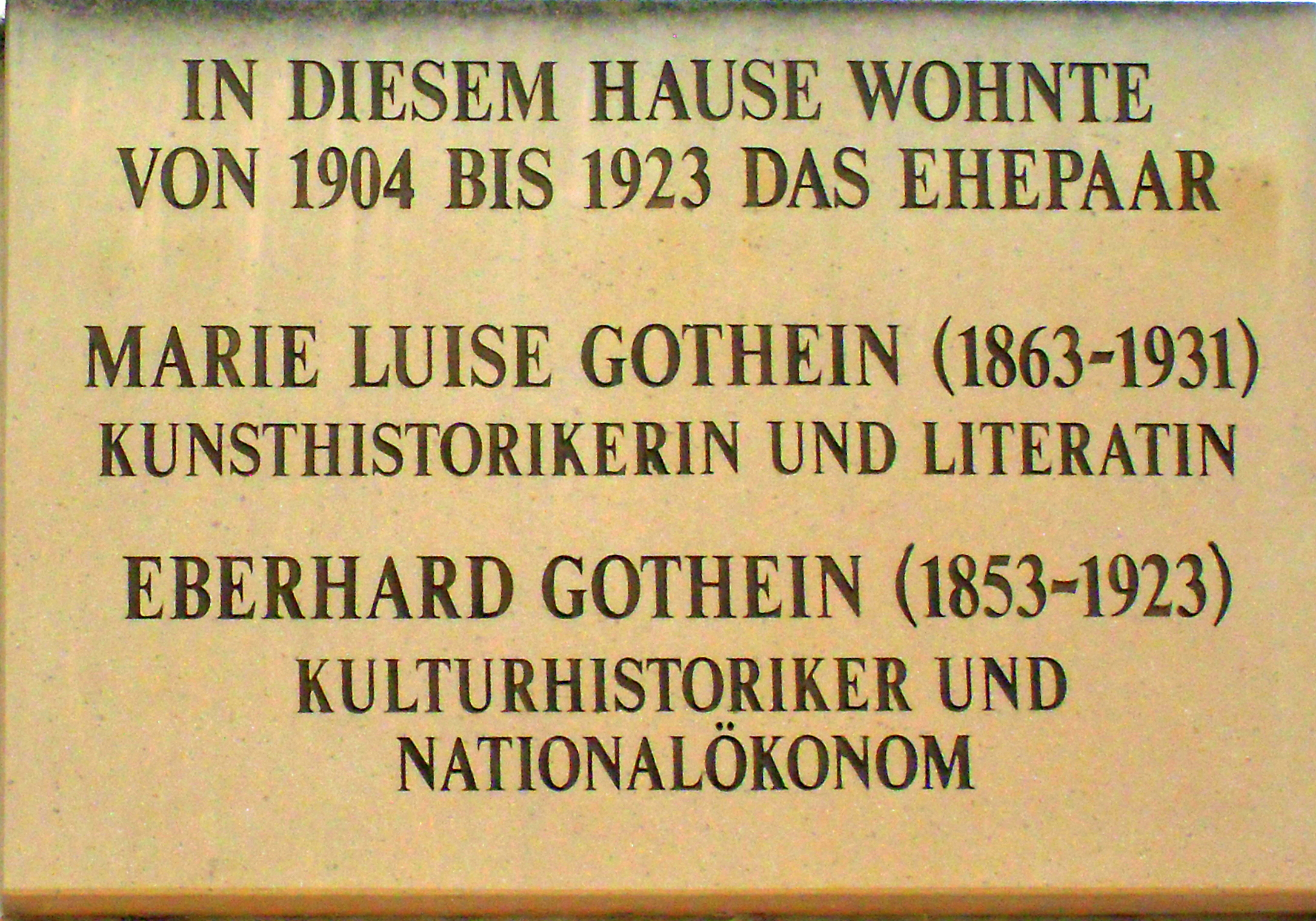
Tafel in Heidelberg, Weberstrasse 11

Marie Luise Gothein (geb. Schroeter; * 12. September 1863 in Passenheim; † 24. Dezember 1931 in Heidelberg) war eine deutsche Kunsthistorikerin und Expertin für Gartenkunst. 

## Leben
Marie Luise Gothein, geb. Schroeter – Ehefrau von Eberhard Gothein, Mutter von Wolfgang Gothein (1886–1958), Wilhelm Gothein  (1888–1914, gefallen), Werner Gothein und Percy Gothein, Schwägerin von Georg Gothein und Schwester von Georg Schroeter – hatte sich seit 1892 als Autodidaktin auf die Literaturgeschichte und Gartenkunst des 18. Jahrhunderts spezialisiert. Zu dem Selbststudium war sie gezwungen, weil Frauen im 19. Jahrhundert an den deutschen Universitäten zum Studium nicht zugelassen waren. Mindestens alle zwei Jahre ergänzte sie ihr Selbststudium durch mehrwöchige Aufenthalte im Britischen Museum in London.
In der Heidelberger Zeit waren Marie Luise Gothein und ihr Ehemann seit 1910 mit Friedrich Gundolf befreundet. Über diese Freundschaft kam der Kontakt zu Stefan George und zum George-Kreis zu Stande, in den 1919 der Sohn Percy aufgenommen wurde.
Nach dem Tode ihres Mannes 1923 unternahm Marie Luise Gothein seit 1925 Exkursionen nach China, Japan und Java und beschäftigte sich mit der indischen Kultur. Mit dem Indologen Heinrich Zimmer war sie befreundet. Marie Luise Gothein ist die Verfasserin des Standardwerkes Geschichte der Gartenkunst.

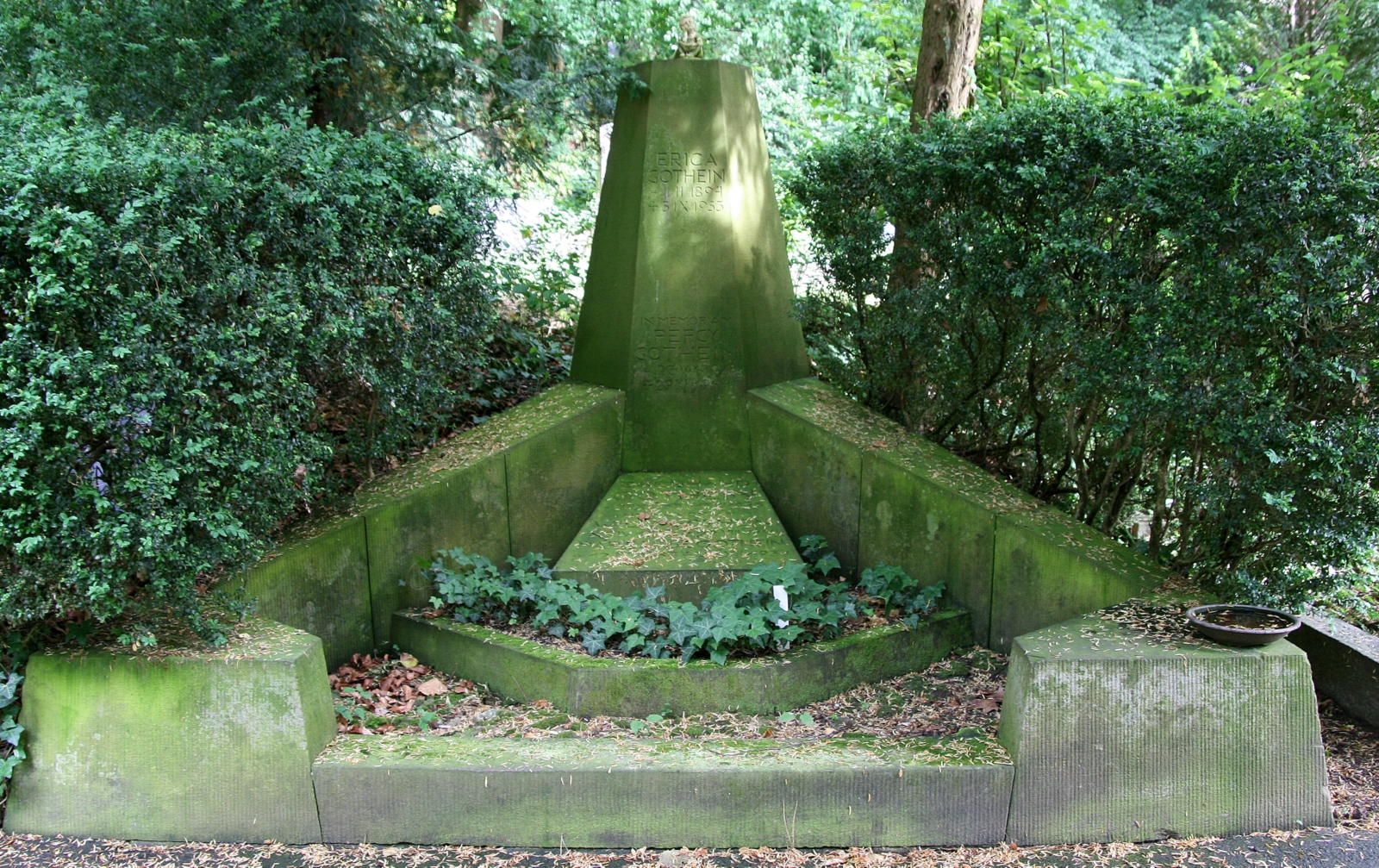
Grab in Heidelberg

1931 wurde sie mit der Ehrendoktorwürde der Universität Heidelberg ausgezeichnet, 1955 wurde die Gotheinstraße in Heidelberg-Neuenheim nach dem Ehepaar Gothein benannt und 1995 eine Gedenktafel für das Gelehrtenehepaar in der Weberstraße 11 in Heidelberg-Neuenheim angebracht.

## Zitat
In seiner Rezension des Werkes Geschichte der Gartenkunst schrieb Theodor Heuss im Berliner Tageblatt vom 2. März 1914:

„Der Weg durch die Geschichte des Gartens wird zu einer Wanderung durch den Garten der Geschichte. Menschen, Völker, Generationen lernen wir in ihren intimen, häuslichen Gewohnheiten, in ihren wissenschaftlichen Interessen, ihrer Lebens- und Denkart, ihrer Festlichkeit, ihrer Dekoration kennen.“

## Schriften
- William Wordsworth. Sein Leben, seine Werke, seine Zeitgenossen, 2 Bde., Halle a.S. 1893
- John Keats. Leben und Werke, 2 Bde., o. O. 1897
- Michelangelo: Sixtinische und Mediceische Kapelle. Gesamtbetrachtung seiner Hauptwerke, Leipzig 1913. Erschienen noch unter ihrem Mädchennamen: M. Schroeter.
- Geschichte der Gartenkunst. Herausgegeben mit Unterstützung der Königlichen Akademie des Bauwesens in Berlin. 2 Bände. Diederichs, Jena 1914; Nachdruck der 2. Auflage 1926 als 4. Auflage 1997, ISBN 978-3-424-00935-4.
  - Band 1: Von Ägypten bis zur Renaissance in Italien, Spanien und Portugal (Digitalisat).
  - Band 2: Von der Renaissance in Frankreich bis zur Gegenwart (Digitalisat).
  - Englische Übersetzung: A History of Garden Art. Hrsg. von Walter P. Wright. Übersetzt von Laura Archer-Hind. 2 Bände. Dent, London 1928.
- Indische Gärten. Drei Masken, München 1926.
- Die Stadtanlage von Peking. Ihre historisch-philosophische Entwicklung. Filser, Augsburg 1928.
- Eberhard Gothein. Ein Lebensbild. Seinen Briefen nacherzählt. Kohlhammer, Stuttgart 1931.